# Hypasclera nitidula
Hypasclera nitidula är en skalbaggsart som först beskrevs av Horn 1896.  Hypasclera nitidula ingår i släktet Hypasclera och familjen blombaggar. Inga underarter finns listade i Catalogue of Life.